# Tamborinea commoni
Tamborinea commoni är en tvåvingeart som beskrevs av Loïc Matile 1981. Tamborinea commoni ingår i släktet Tamborinea och familjen platthornsmyggor. Inga underarter finns listade i Catalogue of Life.